# Kosovare Asllani
Kosovare Asllani (ur. 29 lipca 1989 w Kristianstadzie) – szwedzka piłkarka grająca na pozycji napastnika we włoskim klubie AC Milan Women oraz zawodniczka reprezentacji Szwecji. Ze względu na umiejętności gry oraz swoje pochodzenie (bałkańskie) porównywana jest do Zlatana Ibrahimovicia. Uczestniczka turniejów międzynarodowych: 2-krotnie mistrzostwa Europy, raz mistrzostwa świata i 2-krotnie igrzyska olimpijskie.
Do największych klubowych sukcesów zawodniczki można zaliczyć: zdobycie potrójnej korony ze szwedzkim zespołem Linköpings FC w roku 2009 (zwycięstwo w lidze, pucharze oraz superpucharze) oraz superpucharu w 2008 roku. Czterokrotna wicemistrzyni Francji wraz z zespołem Paris Saint-Germain F.C. (2013, 2014, 2015, 2016). W rywalizacji międzynarodowej, brązowa medalistka mistrzostw Europy w 2013 roku.

## Osiągnięcia
Linköpings FC
- Mistrzostwo Szwecji: 2009, 2017
- Puchar Szwecji: 2008, 2009
- Superpuchar Szwecji: 2009

Manchester City
- Mistrzostwo Anglii: 2016
- Puchar Ligi Angielskiej: 2016
- Puchar Anglii: 2017

Reprezentacja
- 2. miejsce na Igrzyskach olimpijskich: 2016, 2020[1]
- 3. miejsce na Mistrzostwach świata: 2019, 2023[2][3]

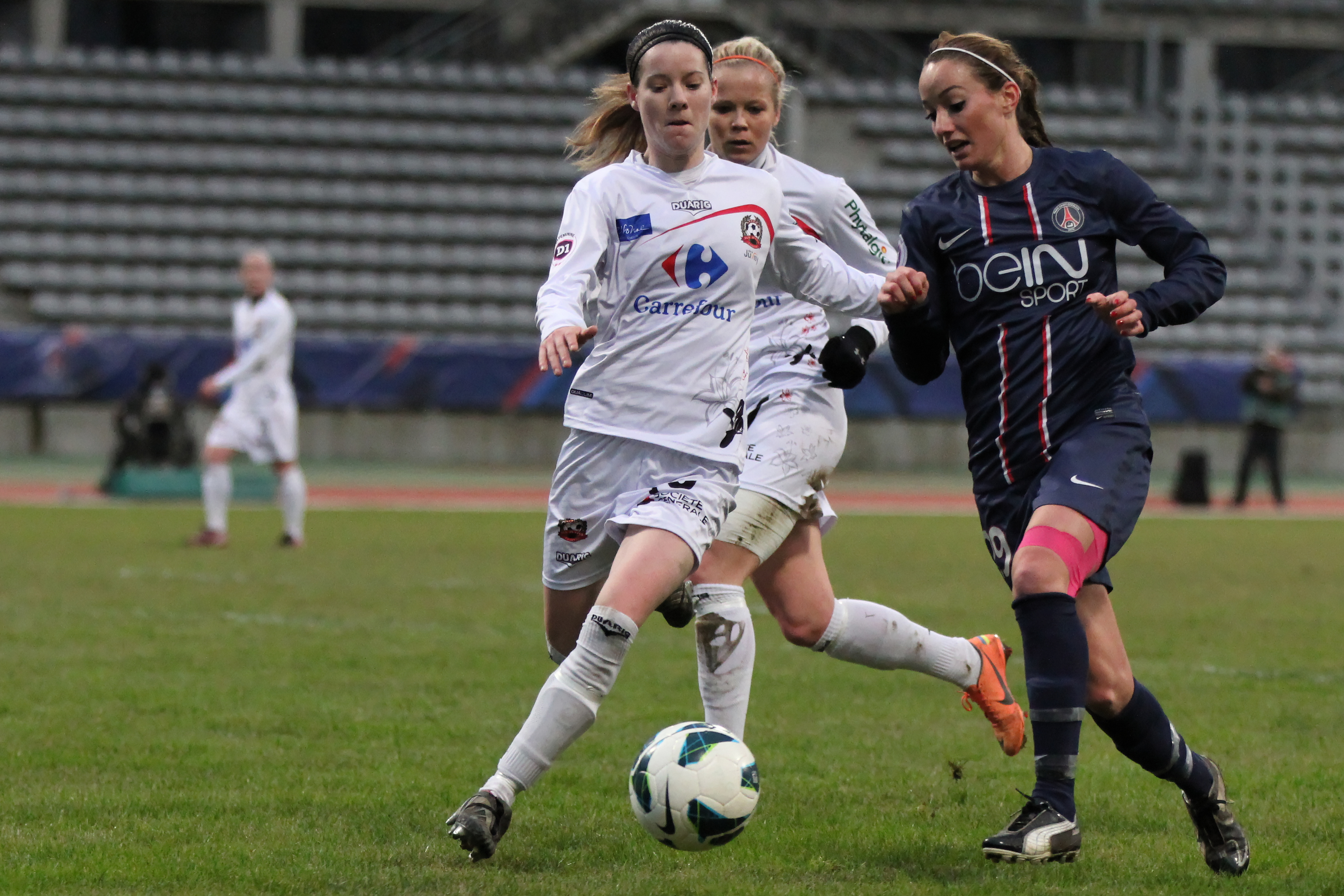
Kosovare Asllani (w ciemnym stroju) podczas meczu PSG – FCF Juvisy

- 3. miejsce na Mistrzostwach Europy: 2013, 2022[4][5]